# アルパイン・クライミング
アルパイン・クライミング（英: Alpine climbing）とは、急峻な山岳環境における移動をともなう身体活動
。さまざまなやり方のものを含めて指す用語であり、たとえばロッククライミング、アイスクライミング、登山、山岳トラベルなどを指しうる。
Alpine climbing　アルパイン・クライミングという用語は、スポーツクライミング（つまり競技化したロッククライミング）やインドアクライミングと区別・対比されている用語であり概念である。つまり、競技化したりするなどということはせずに本物の山岳（自然の山岳。人工壁などではない本物の山岳）の急峻な場所をよじ登ることをアルパインクライミングとまとめて呼んでいるのである。
一般的には山頂をめざして登ることや、ひとつの岩壁を登り切ることなどを目指して行われている。
近年のアルパインクライミングは、「ノンボルト」「スピード」「フリー」を意識して行われている。かつて初登に１週間や数日を要したルートも数十時間で再登されることも多い。また人工のセクションやピッチグレードがM７クラスのルートもフリーを意識して登られている。
- アイガー北壁でのアルパイン・クライミング

## 人数・方法
アルパインクライミングは、2人かそれ以上のパーティを組んで行われることが多いが、単独で行われることもある。
2人の場合、お互いにロープで結ばれた状態で、片方がリードしている間はもう片方がビレイ（確保）する隔時登攀（スタカット）が行われるが、簡単なところや、雪の斜面でビレイの意味が無いような場合は、2人が同時に登る同時登攀（コンテニュアス、通称コンテ）が行われる。コンテ行動時も、リードが中間支点を設置し、ロープを通すことによって、ある程度の安全性は保たれる。
前進手段の限定度合いによって二つの選択肢がある。

### フリークライミング
近年では、登る手段の基本はフリークライミングである。積雪期は「アイゼン手袋」の状態で登られることが多い。

### 人工登攀
どうしても手足、あるいはクランポンやバイルでは突破できない場合、カムやナッツ、ピトンやフックといった人工物をセットして、それにあぶみ（縄ばしご）をかけて登る人工登攀で突破することになる。ボルトは打とうと思えば何処にでも打てるため、かつては直線的にボルトを連打したルートが量産されたが、近年ではそういったルートづくりやそれを使った登り方は批判・否定される傾向にある。
なお先鋭的なクライマーの間でも、例外的にはボルトを使ってもよしとするのか、それともどんな場合でも一切使わないのか、状況によっては使うのを許すとしたらどういった場合なら許容され得るとするのか、といったことに関しては論争がある。ボルトは消し去るべきだという者もいれば、ルート中の一部ならOKではないか、といった意見もある。また、人工的手段を用いた場合、Aで表記されるグレードをつける。A0はピトンを足場にしたり、ヌンチャクをつかんで登った場合などに示される。あぶみを用いた本格的な人工登攀は、墜落予想距離によりA1からA5までの表記で示される。
登る壁の状態によって幾つかの分類がある。

### アイスクライミング
積雪期に、頂上に至る合理的なルートとしてルンゼを選択した場合、もし氷が発達していれば、氷にアイスバイルとクランポンを突き刺して登るアイスクライミングが行われる。アイスクライミングは刺激的なクライミングでありそれ自体が興奮的で、かつスピーディに登攀でき、氷が厚ければアイススクリューによりインスタントかつ強固な支点が設置できるが、たいていの場合、地球温暖化の影響で氷が発達しておらず、薄く張った氷（ベルグラ）に肝を冷やしつつ登ることになる。

### ミックスクライミング
アイスクライミングでルート上の氷が途切れ途切れに出てくるような場合はミックスクライミングと呼ばれる、岩にクランポンやバイルを引っかけて登り、時折出てくる氷に乗り移るという感じである。
近年、北海道や東北では、近郊の岩場の大ハングにあらかじめ設置されたボルトを支点として用いる類のミックスクライミングが行われているが、これはどちらかと言えばフリークライミングにおける「ゲレンデ」に近く、「スポートミックス」と称される場合もある。
本来、アルパインクライミングといえるものは、氷河より上の標高帯で行われるもので、スコットランドにおけるベン・ネビス山の各ガリーの登攀がアルパインクライミングではなくウィンタークライミングと呼ばれるのもこの理由によるものである。日本でも、過去においてさまざまな議論がなされてきたのだが、現在最前線で登攀を行っているものの見解は、本来の意味に戻そうというものが主流である。日本各地から現役クライマーが集まって行われているウインター・クライマーズ・ミーティングのネーミングが、アルパインクライマーズ・ミーティングではないのは、そのような事情によるものである。

## アルパインクライミングの用具

### 無雪期の場合
カミングデバイス（カム）やナッツといったトラディショナルクライミングでも使う道具の他に、ピトンやフックといった道具を使う場合もある。ピトンはカムやナッツの使えないリスにハンマーで叩き込む。打設状況によって支持力は大きく変り、ロストアローやアングルのような太めのピトンはばっちり決まれば相当な安心感がある。逆に、既成ルート上にはボロボロに錆びて薄くなった軟鋼ピトンが多く残置されており、これらのほとんどは墜落には耐え得ないことが多く、人工登攀の前進用としても信頼できるものではない。フックは文字通り岩に引っかけて使うフックで、主に前進用である。

### 冬季登攀の場合
無雪期よりも厚い衣類を着込む。多くの場合、化繊の下着に毛や化繊の中間着、一番外にゴアテックスなどで加工されたアウターを着込むスリー・レイヤード・システムが採用されるが、近年、ソフトシェルの登場などにより見直しが進んでいる。ウェアはハイカーからクライマーまで需要が高いので、移り変わりが激しく、「はずれのない」ウェアは雑誌や用品店の店員に確かめるのが一番であるが、ベストなレイヤードを目指すのであれば、ロックアンドスノーの連載記事であるハードコア人体実験室で著者の実体験と理論に基づいたレイヤードが紹介されている。直接クライミングに関わる品としては、アイススクリューやアイスピトン、スノーバーやデッドマンなどのプロテクションが夏用装備に加わる。
また、足回りは、冬用の重登山靴ないしプラスチック・ブーツにクランポン（アイゼン）を装着する。雪が多い場合は、クランポンの代わりに輪かんじきやスノーシューを装着する。
手にはアイスアックスを持つ。アイスアックスは、冬山縦走などに用いるクラシックデザインのものはピッケルと呼ばれ、アイスクライミングなどで使われるシャフトやピックがカーブしたものはバイルと呼ばれることが多い。カーブが大きいほど、傾斜が強い箇所で頼りになるが、傾斜の緩いところでは、あまりにも大きいカーブのバイルは使いづらくなる。吹雪の際にはゴーグルで目を保護する。

## グレード
岩の難度を表す指標として、グレードの表記法が規定されているが、実際にはグレードを付ける者の主観に基づく為に常に議論の的となっている。自然の岩場でのグレード値はエリア内での相対的な難度を示す、一応の目安ぐらいの位置づけとなっている。

### 無雪期のグレード
無雪期は、RCC IIグレードが多く用いられる。RCC IIグレードはI級からはじまり、数字が増えるごとに難しくなっていく。大体VI級がフリークライミングで使われるヨセミテ・デジマルシステムにおける「5.9」に相当し、慣例的に、これ以上の難度の場合はデジマルシステムで表記することが多い。従って、現在のフリークライミングの水準から言えば、RCC IIグレード○級といったルートは容易に見え、実際のところムーブ自体は簡単なのであるが、プロテクションの悪さや高度感がプレッシャーとなる。こうしたことから、本チャンの主観的な手強さはフリークライミングのルートにおける4グレード前後上のものと同等に感じると言う者が多い（例えばVI級は5.10台後半に相当する）。

### 積雪期のグレード
ジェフ・ロウの提唱したグレードがアイスクライミングやミックスクライミングでは定着した感がある。ジェフ・ロウの定義によると、氷瀑のような純粋なアイスクライミングはWI（ウォーターアイス）、ミックスクライミングはM、雪稜のような柔らかい雪や奮闘的な雪はAI（アルパインアイス）とあらわし、これらの英字のあとに難度を表す数字を付ける。WI4、M4、AI4、は性質こそ違えどそれぞれ同程度の難度で、フリークライミングのヨセミテ・デジマルシステムになおすとだいたい5.8～5.9になるとされている。現在、スポーツミックスの世界ではM16（ジェフ・ロウによると当時の装備でM8が5.13に相当）の課題が最先端となっている。アルパインクライミングでも、アラスカでは長大なルートにM7～8クラスの核心が登場するルートが拓かれている。

## 日本のクライマーたちの特殊な用語や主張
「本チャン」とマルチピッチ
日本のクライマーの中には、（非公式の、俗な用語でしかないが）「本チャン」という言葉を使う人がいる。「本チャン」はまともな辞書では、予行演習や試演・試行と対比する用語であり、本番のこと。
「マルチピッチ」という言葉と、次のような違いがある、と主張する人がいるという。
- 「本チャンでは人工登攀が容認されるが、マルチピッチでは容認されない場合が多い[要出典]」
- 「本チャンのルートにくらべ、マルチピッチと言われるルートの岩は比較的硬い[要出典]。」
- 「本チャンは山岳地域の核心部で行われ、マルチピッチは山岳地域の前衛峰的地域や近郊など、比較的アプローチの良いところを対象としていることが多い[要出典]。」
- 「気象条件を考えれば、山岳地域でフリークライミングによる登攀を追求することは難しく、気象条件のやさしいエリアでフリークライミングによる岩壁登攀が追求されるのは道理に適っているが、スピードと体力、テクニックを兼ね備えた一部のクライマーは、山岳地域の核心部にある大岩壁を、一般的なマルチピッチの感覚で登っており、どこまでをマルチピッチと呼びどこまでを本チャンと呼ぶかは本人の資質による部分もある。壁自体が持つ雰囲気も多分に影響していると思われる[要出典]。」

日本国内の（年配の）クライマーが考える「アルパインクライミング」
日本の年配のクライマーの間で「アルパインクライミング」とされているクライミングには次のようなものがあるという。
- 夏期における、山岳地域の岩壁登攀[要出典]。
- 国内積雪期における、夏に開拓されたルートの登攀。いわゆる冬壁[要出典]。
- 国内積雪期における、山岳地域の岩壁中に存在する氷結した滝やルンゼ、あるいは急峻な雪稜などを対象とした、積雪期にしか登れないルートや、積雪期であることでより楽しめるルートを登る冬季登攀[要出典]。

「林道などからほど近いエリアで行われるアイスクライミングやミックスクライミングをアルパインクライミングとするかどうかは議論の余地がある」とも。
また、近年さかんに行われている、泳ぎや突破を多用するゴルジュを対象とした沢登りをアルパインクライミングと称する場合は少ない。沢登りはアルパインクライミングの一分野というより、日本独自の登山形態と言える。フリークライミングやアルパインクライミングの技術が導入されたことにより新たな局面を迎えている状況である。
特殊な主張
Alpine climbing（アルパインクライミング）はもともと英語の概念であるが、近年???の日本では、アルパインクライミングという用語を（勝手に）再定義しようとするような動きが、日本の登山雑誌『岳人』において行われている。もともとアルパインクライミングに含まれるとされていた夏の山岳地域における岩壁登攀を「アルパインクライミングではない」と主張する人も存在する。
練習方法
「基礎となるのはフリークライミングのスキルと体力、それに経験である。従って、平日は仕事帰りにクライミングジムなどでフリークライミングを行い、週末は山岳地域の岩壁に挑んだり、近郊の「本チャン向けの岩場」をスピードを意識して登る、あるいは本数をこなすなどして経験を積んだり、平日のジムでは鍛えられない部分を鍛えるのが一般的である。」

## 著名なアルパインクライマー
- トモ・チェセン（1990年のローツェ南壁以後活動休止中）
- カトリーヌ・デスティヴェル
- アリソン・ハーグリーヴス
- クリストフ・プロフィ
- スティーブ・ハウス
- ケリー・コーデス
- デニス・ウルブコ
- ヴォイテク・クルティカ
- トマジ・フマル
- ウーリー・ステック
- ニコラ・ファブレス

日本国内
- 天野和明
- 一村文隆
- 岡田康
- 佐藤裕介
- 佐藤祐樹
- 谷口けい
- 花谷泰広
- 平出和也
- 馬目弘仁
- 山野井泰史
- 山野井妙子
- 横山勝丘
- 高柳傑